# Taira borneoensis
Espèce
Taira borneoensis est une espèce d'araignées aranéomorphes de la famille des Amaurobiidae.

## Distribution
Cette espèce est endémique du Sabah en Malaisie,. Elle se rencontre vers Penampang.

## Description
La femelle holotype mesure 8,00 mm.

## Étymologie
Son nom d'espèce, composé de borneo et du suffixe latin -ensis, « qui vit dans, qui habite », lui a été donné en référence au lieu de sa découverte, Bornéo.

## Publication originale
- Zhao, Wang, Irfan & Zhang, 2021 : « Further revision of the mesh-web spider genus Taira Lehtinen, 1967 (Amaurobiidae), with the description of six new species. » Zootaxa, no 5020(3), p. 457-488.